# Collegio di North Tyneside
North Tyneside è stato un collegio elettorale situato nel Tyne and Wear, nel Nord Est dell'Inghilterra, e rappresentato alla Camera dei comuni del Parlamento del Regno Unito. Eleggeva un membro del parlamento con il sistema first-past-the-post, ossia maggioritario a turno unico; il collegio è stato abolito in occasione della revisione periodica del 2024.

## Estensione
- 1997-2010: i ward del Borough di North Tyneside di Battle Hill, Benton, Camperdown, Holystone, Howdon, Longbenton, Riverside, Valley e Weetslade.
- 2010-2024: i ward del Borough di North Tyneside di Battle Hill, Benton, Camperdown, Howdon, Killingworth, Longbenton, Northumberland, Riverside, Wallsend e Weetslade.

## Membri del parlamento
| Elezione | Elezione     | Deputato         | Partito          |
| -------- | ------------ | ---------------- | ---------------- |
|          | 1997         | Stephen Byers    | Laburista        |
| 2010     | Mary Glindon |                  | Laburista        |
|          | 2024         | Collegio abolito | Collegio abolito |

## Elezioni

### Elezioni negli anni 2010
| Partito                    | Partito                                | Candidato                  | Risultati 12 dicembre 2019 | Risultati 12 dicembre 2019 |
| Partito                    | Partito                                | Candidato                  | Voti                       | %                          |
| -------------------------- | -------------------------------------- | -------------------------- | -------------------------- | -------------------------- |
|                            | Laburista                              | Mary Glindon               | 25 051                     | 49,68                      |
|                            | Conservatore                           | Dean Carroll               | 15 490                     | 30,72                      |
|                            | Brexit                                 | Andrew Husband             | 5 254                      | 10,42                      |
|                            | Lib Dem                                | Chris Boyle                | 3 241                      | 6,43                       |
|                            | Verdi                                  | John Buttery               | 1 393                      | 2,76                       |
|                            |                                        |                            |                            |                            |
| Iscritti                   | Iscritti                               | Iscritti                   | 78 902                     | 100,00                     |
| ↳ Votanti (% su iscritti)  | ↳ Votanti (% su iscritti)              | ↳ Votanti (% su iscritti)  | 50 429                     | 63,91                      |
| ↳ Astenuti (% su iscritti) | ↳ Astenuti (% su iscritti)             | ↳ Astenuti (% su iscritti) | 28 473                     | 36,09                      |
|                            |                                        |                            |                            |                            |
|                            | Esito: collegio confermato a Laburista |                            |                            |                            |

| Partito                    | Partito                                | Candidato                  | Risultati 8 giugno 2017 | Risultati 8 giugno 2017 |
| Partito                    | Partito                                | Candidato                  | Voti                    | %                       |
| -------------------------- | -------------------------------------- | -------------------------- | ----------------------- | ----------------------- |
|                            | Laburista                              | Mary Glindon               | 33 456                  | 64,47                   |
|                            | Conservatore                           | Henry Newman               | 14 172                  | 27,31                   |
|                            | UKIP                                   | Gary Legg                  | 2 101                   | 4,05                    |
|                            | Lib Dem                                | Greg Stone                 | 1 494                   | 2,88                    |
|                            | Verdi                                  | Martin Collins             | 669                     | 1,29                    |
|                            |                                        |                            |                         |                         |
| Iscritti                   | Iscritti                               | Iscritti                   | 78 983                  | 100,00                  |
| ↳ Votanti (% su iscritti)  | ↳ Votanti (% su iscritti)              | ↳ Votanti (% su iscritti)  | 51 892                  | 65,70                   |
| ↳ Astenuti (% su iscritti) | ↳ Astenuti (% su iscritti)             | ↳ Astenuti (% su iscritti) | 27 091                  | 34,30                   |
|                            |                                        |                            |                         |                         |
|                            | Esito: collegio confermato a Laburista |                            |                         |                         |

| Partito                    | Partito                                | Candidato                  | Risultati 7 maggio 2015 | Risultati 7 maggio 2015 |
| Partito                    | Partito                                | Candidato                  | Voti                    | %                       |
| -------------------------- | -------------------------------------- | -------------------------- | ----------------------- | ----------------------- |
|                            | Laburista                              | Mary Glindon               | 26 191                  | 55,94                   |
|                            | Conservatore                           | Martin McGann              | 8 997                   | 19,22                   |
|                            | UKIP                                   | Scott Hartley              | 7 618                   | 16,27                   |
|                            | Lib Dem                                | John Appleby               | 2 075                   | 4,43                    |
|                            | Verdi                                  | Martin Collins             | 1 442                   | 3,08                    |
|                            | TUSC                                   | Tim Wall                   | 304                     | 0,65                    |
|                            | Fronte Nazionale                       | Bob Batten                 | 191                     | 0,41                    |
|                            |                                        |                            |                         |                         |
| Iscritti                   | Iscritti                               | Iscritti                   | 79 352                  | 100,00                  |
| ↳ Votanti (% su iscritti)  | ↳ Votanti (% su iscritti)              | ↳ Votanti (% su iscritti)  | 46 818                  | 59,00                   |
| ↳ Astenuti (% su iscritti) | ↳ Astenuti (% su iscritti)             | ↳ Astenuti (% su iscritti) | 32 534                  | 41,00                   |
|                            |                                        |                            |                         |                         |
|                            | Esito: collegio confermato a Laburista |                            |                         |                         |

| Partito                    | Partito                                | Candidato                  | Risultati 6 maggio 2010 | Risultati 6 maggio 2010 |
| Partito                    | Partito                                | Candidato                  | Voti                    | %                       |
| -------------------------- | -------------------------------------- | -------------------------- | ----------------------- | ----------------------- |
|                            | Laburista                              | Mary Glindon               | 23 505                  | 50,65                   |
|                            | Lib Dem                                | David Ord                  | 10 621                  | 22,89                   |
|                            | Conservatore                           | Gagan Mohindra             | 8 514                   | 18,35                   |
|                            | BNP                                    | John Burrows               | 1 860                   | 4,01                    |
|                            | UKIP                                   | Claudia Blake              | 1 306                   | 2,81                    |
|                            | Fronte Nazionale                       | Bob Batten                 | 599                     | 1,29                    |
|                            |                                        |                            |                         |                         |
| Iscritti                   | Iscritti                               | Iscritti                   | 77 730                  | 100,00                  |
| ↳ Votanti (% su iscritti)  | ↳ Votanti (% su iscritti)              | ↳ Votanti (% su iscritti)  | 46 405                  | 59,70                   |
| ↳ Astenuti (% su iscritti) | ↳ Astenuti (% su iscritti)             | ↳ Astenuti (% su iscritti) | 31 325                  | 40,30                   |
|                            |                                        |                            |                         |                         |
|                            | Esito: collegio confermato a Laburista |                            |                         |                         |

### Elezioni negli anni 2000
| Partito                    | Partito                                | Candidato                  | Risultati 5 maggio 2005 | Risultati 5 maggio 2005 |
| Partito                    | Partito                                | Candidato                  | Voti                    | %                       |
| -------------------------- | -------------------------------------- | -------------------------- | ----------------------- | ----------------------- |
|                            | Laburista                              | Stephen Byers              | 22 882                  | 61,95                   |
|                            | Conservatore                           | Duncan McLellan            | 7 845                   | 21,24                   |
|                            | Lib Dem                                | Gillian Ferguson           | 6 212                   | 16,82                   |
|                            |                                        |                            |                         |                         |
| Iscritti                   | Iscritti                               | Iscritti                   | 64 578                  | 100,00                  |
| ↳ Votanti (% su iscritti)  | ↳ Votanti (% su iscritti)              | ↳ Votanti (% su iscritti)  | 36 939                  | 57,20                   |
| ↳ Astenuti (% su iscritti) | ↳ Astenuti (% su iscritti)             | ↳ Astenuti (% su iscritti) | 27 639                  | 42,80                   |
|                            |                                        |                            |                         |                         |
|                            | Esito: collegio confermato a Laburista |                            |                         |                         |

| Partito                    | Partito                                | Candidato                  | Risultati 7 giugno 2001 | Risultati 7 giugno 2001 |
| Partito                    | Partito                                | Candidato                  | Voti                    | %                       |
| -------------------------- | -------------------------------------- | -------------------------- | ----------------------- | ----------------------- |
|                            | Laburista                              | Stephen Byers              | 26 027                  | 69,46                   |
|                            | Conservatore                           | Mark Ruffell               | 5 459                   | 14,57                   |
|                            | Lib Dem                                | Simon Reed                 | 4 649                   | 12,41                   |
|                            | UKIP                                   | Alan Taylor                | 770                     | 2,06                    |
|                            | Alleanza Socialista                    | Pete Burnett               | 324                     | 0,86                    |
|                            | Laburista Socialista                   | Kenneth Capstick           | 240                     | 0,64                    |
|                            |                                        |                            |                         |                         |
| Iscritti                   | Iscritti                               | Iscritti                   | 64 937                  | 100,00                  |
| ↳ Votanti (% su iscritti)  | ↳ Votanti (% su iscritti)              | ↳ Votanti (% su iscritti)  | 37 469                  | 57,70                   |
| ↳ Astenuti (% su iscritti) | ↳ Astenuti (% su iscritti)             | ↳ Astenuti (% su iscritti) | 27 468                  | 42,30                   |
|                            |                                        |                            |                         |                         |
|                            | Esito: collegio confermato a Laburista |                            |                         |                         |

## Risultati dei referendum

### Referendum sulla permanenza del Regno Unito nell'Unione europea del 2016
|             | Collegio       | Lasciare UE % | Rimanere in UE % |
| ----------- | -------------- | ------------- | ---------------- |
|             | North Tyneside | 59,3%         | 40,7%            |
| Inghilterra | 53,3%          | 46,7%         |                  |
| Regno Unito | 51,9%          | 48,1%         |                  |